# Rhadinella lachrymans
La culebra café llorona (Rhadinella lachrymans) es una especie de serpiente que pertenece a la familia Dipsadidae. Es nativa de la vertiente del Pacífico de la Sierra Madre en el sur de México y Guatemala. Su hábitat natural se compone de bosque de pino-encino y bosque nuboso. Su rango altitudinal oscila entre 1050 y 2637 m s. n. m.. Es una serpiente terrestre que se alimenta principalmente de salamandras, lagartijas y pequeñas ranas.